# Ronald Cameron
Ronald Cameron (né le 16 août 1953) est un enseignant au collégial à la retraite et un syndicaliste québécois. Membre élu en 1998 du comité de négociation de la Fédération nationale des enseignantes et des enseignants du Québec (FNEEQ) pour la convention collective des enseignantes et des enseignants de cégep, Il fut élu secrétaire général de la FNEEQ en 2000, puis président en 2004. Il s'est retiré en mai 2009.

## Biographie
Militant associatif et politique dès le début des années 70, il s'engage dans le mouvement étudiant notamment comme journaliste étudiant et dans la gauche radicale de l'époque. Étudiant en économie à l'Université de Montréal, il obtient un diplôme de baccalauréat spécialisé en économie. Il poursuit aussi des études de maîtrise à l'Université de Sherbrooke.
Après une expérience de travail et des études post-secondaire en génie mécanique, il est devenu enseignant au collégial à la fin des années 80 en génie mécanique au Cégep de Saint-Laurent. Il est élu vice-président du syndicat du personnel enseignant au Cégep de Saint-Laurent au milieu des années 90 et s'implique dans l'action syndicale avec l'amorce les mobilisations du secteur public et la négociation collective dans les cégeps. Il intègre les instances de la FNEEQ où il devient négociateur en 1998.
Après son départ de la FNEEQ, il amorce un programme de deuxième cycle à l'École en développement international et mondialisation (ÉDIM) de l'Université d'Ottawa à l'automne 2009. Il obtient un diplôme de maîtrise au printemps 2011 en complétant son curriculum dans le programme international de l'Université mondiale du Travail (Global Labour University) à Kassel en Allemagne.
Il devient président de l'ONG Alternatives en 2010 et y demeure jusqu'à l'automne 2016. Il y tient un blogue sur le site d'Alternatives. En juillet 2011, il est recruté comme directeur général de l'Institut de coopération pour l'éducation des adultes (ICÉA) qu'il quitte en 2016.
Il s'est aussi impliqué dans le parti de gauche Québec solidaire, dont il est membre fondateur. Il est brièvement porte-parole à l'association régionale de Montréal. Il est élu responsable politique de la commission altermondialisation et solidarité internationale du parti en 2018 et se retire en 2020, mais demeure impliqué dans cette instance.
Il a publié « Technologie et usinage en commande numérique » aux Éditions Albert Saint-Martin en 1996.
Il a publie, en 2022, en collaboration avec Raphaël Canet et Nathalie Guay, Altermondialisme: Justice sociale et écologique dans un monde globalisé dans la collection 101 des Presses de l'Université d'Ottawa.